# The Truffle Hunters
The Truffle Hunters è un documentario del 2020 diretto, prodotto e fotografato da Michael Dweck e Gregory Kershaw.
È stato presentato in anteprima mondiale al Sundance Film Festival il 30 gennaio 2020 e distribuito il 5 marzo 2021 da Sony Pictures Classics. Inoltre è stato scelto per rappresentare l'Italia ai Premi Oscar 2021, ma non è entrato nella cinquina finale.

## Trama
Il film racconta la vita di un gruppo di anziani che vivono sulle colline del Piemonte e si dedicano quotidianamente alla tradizionale, e ormai rara, caccia al pregiato Tartufo Bianco d’Alba. Accompagnati dai loro fidati cani, conducono un'esistenza semplice e rituale, in profondo contatto con la natura.
Il documentario esplora come i cambiamenti climatici e le pressioni del mercato stiano minacciando questo antico mestiere e lo stile di vita della piccola comunità.

## Produzione
Il documentario è stato girato nell'arco di tre anni (a partire da agosto 2017) tra le Langhe e Monferrato.